# Eccidio di Rio Conco di Vizzano
L'eccidio di Rio Conco di Vizzano fu una strage compiuta dai soldati tedeschi delle SS in Italia l'8 settembre 1944, nel territorio del comune di Sasso Marconi.
La sera del 7 settembre, un gruppo di tre partigiani della brigata Stella Rossa si recò a Cà del Sarto di Rioveggio, una frazione del comune di Monzuno, per punire due donne del posto che avevano rapporti con soldati tedeschi. Mentre uno rimaneva di guardia, gli altri partigiani caddero faccia a faccia con due ufficiali della Wehrmacht in una delle case ai margini del borgo, i quali erano seduti ad un tavolo assieme alle due ragazze. Nello scontro a fuoco che ne seguì, i due ufficiali tedeschi vennero uccisi.
La rappresaglia tedesca non si fece attendere e un reparto di SS che alloggiava nell'asilo presso la canonica poco distante, rastrellò diverse persone nel paese, rilasciandone poi alcune. Giudicando il numero di prigiornieri troppo esiguo, dopo aver bloccato le strade del circondario, le truppe tedesche rastrellarono una trentina di persone prese a caso per strada, compresi chi era dotato di lasciapassare dall’esercito occupante. 
I prigionieri vennero quindi condotti al Comando SS nella canonica di Pontecchio. Alcuni di essi erano partigiani della Stella Rossa. Il giorno seguente, l'8 settembre, quindici uomini scelti fra i rastrellati vennero trasportati con dei camion sotto i calanchi di rio Conco, nei pressi del Palazzo Rossi.
Giunti lì, i soldati li obbligarono a scavarsi la fossa, per poi fucilarli. Tra i quindici uccisi vi era anche Mario Zanini, un ragazzo di appena diciassette anni. I loro corpi saranno ritrovati e riconosciuti dalle famiglie solo dopo la guerra, il 17 luglio 1945.
I nomi delle vittime:
- Albano Agnelli
- Gualtiero Bartolini
- Raffaele Bartolini
- Antonio Bonini
- Antonio Cioni

- Sisto Migliori
- Adelmo Rocchetta
- Gaetano Sordi
- Lodovico Tovoli
- Gualtiero Valdisserra

- Antonio Zanini
- Corrado Zanini
- Mario Zanini
- Antonio Zuarzi
- "Il Toscano" (un operaio toscano non riconosciuto)

## Curiosità
Una delle vittime della strage, Raffaele Bartolini, sarebbe diventato il nonno materno dell'attrice Veronica Lario, al secolo Miriam Bartolini, conosciuta per essere stata sposata dal 1990 al 2009 con Silvio Berlusconi, imprenditore e politico quattro volte Presidente del Consiglio.